# Kubanischer Peso

Ein Kubanischer Peso von 1896 (Vorderseite)

Ein Kubanischer Peso von 1896 (Rückseite)

Drei Kubanische Peso von 2002

Der Kubanische Peso, spanisch Peso cubano, Währungscode CUP, ist die ursprüngliche und aktuelle von zwischenzeitlich zwei offiziellen Währungen auf Kuba. Im Sprachgebrauch Kubas wird er häufig auch als moneda nacional bezeichnet und mit MN abgekürzt. Die Währung dient hauptsächlich der Bezahlung von staatlich subventionierten Waren und Dienstleistungen. Die Nachfrage nach Artikeln des täglichen Bedarfs übersteigt aber bei weitem das Angebot.
Zusätzlich existierte von 1994 bis 2020 insbesondere für den Erwerb importierter Waren der Peso convertible (CUC), der an den US-Dollar gebunden war. Auch zahlreiche Konsumgüter und Lebensmittel des täglichen Bedarfs wurden ausschließlich in CUC angeboten, ebenso einige staatliche Dienstleistungen, zum Beispiel die Ausstellung eines Reisepasses (2013: 100 CUC). Das Angebot der Waren, die für Kubanische Pesos erhältlich sind, ist in den letzten Jahren spürbar gestiegen, bleibt aber weiterhin knapp. Speziell ausländischen Touristen angebotene Waren und Dienstleistungen (Unterkunft, Autovermietung, Gastronomie) waren ausschließlich in CUC zu bezahlen.
In Wechselstuben der CADECA (Casa de cambio) konnten Pesos convertibles in Kubanische Pesos getauscht werden und umgekehrt. Der Wechselkurs war staatlich festgelegt und lag im Dezember 2018 bei 1 CUC = 24 CUP (Verkauf von CUP) beziehungsweise 1 CUC = 25 CUP (Ankauf). In der volkswirtschaftlichen Gesamtrechnung galt eine Relation von 1:1 zwischen beiden Währungen.
Ab 2009 eröffnen in Kuba vermehrt Restaurants und Geschäfte, in denen Waren gegen Kubanische Pesos angeboten werden, die bis dahin nur gegen Pesos convertibles (CUC) erhältlich waren. Die Maßnahmen gelten als ein Schritt der Regierung von Raúl Castro zur Überwindung des ungeliebten Zwei-Währungen-Systems. Zwar sind die Waren Stichproben zufolge leicht billiger als in Devisengeschäften, es wird wohl ein Umtauschkurs von 1:20 gegenüber dem offiziellen Kurs von 1:24 von Kubanischen gegenüber Konvertiblen Pesos berechnet, dennoch bleiben sie im Verhältnis zum kubanischen Durchschnittseinkommen sehr teuer.
Im Oktober 2013 kündigte die kubanische Regierung an, einen Zeitplan für die Zusammenführung der beiden Währungen verabschiedet zu haben, ohne dass dabei jedoch konkrete Angaben zur erwarteten Dauer des Umstellungsprozesses gemacht wurden. Mit Beginn des Jahres 2021 wurde der Peso convertible als offizielle Parallelwährung dann tatsächlich abgeschafft. Die Reform wurde mit einer Lohn- und Preisreform verbunden.
CUP-Banknoten existieren in den Stückelungen 1, 3, 5, 10, 20, 50, 100, 200, 500 und 1000. Die jüngste Einführung der höheren Nennwerte wurde notwendig, nachdem im Zuge des Prozesses der Zusammenführung der beiden im kubanischen Geldverkehr bisher parallel existierenden Währungen in den meisten bisher ausschließlich CUC akzeptierenden staatlichen Läden seit 2014 alternativ auch zum unverändert gültigen Umtauschkurs von 1:25 in CUP bezahlt werden kann. Für hochpreisige Warenarten wie beispielsweise Elektrogeräte oder Möbel war die Bezahlung in CUP in der Praxis jedoch nur mit einer unpraktisch großen Anzahl an Geldscheinen möglich, was den Bezahlvorgang erheblich komplizierte.
Mit der Abschaffung des Pesos convertibles am 1. Januar 2021 ist der Peso cubano zwar theoretisch wieder die einzige offizielle staatliche Währung, jedoch wurde mit der Einführung sogenannter MLC-Läden im Herbst 2020 ein neuer Parallelwährungs-Markt erschaffen. MLC steht dabei für Moneda Libremente Convertible (frei konvertierbare Währung) und soll eine Art virtuellen US-Dollar repräsentieren. In den neuen Läden kann man nur bargeldlos mit ausländischer Kreditkarte oder inländischer MLC-Karte bezahlen. Aufgeladen werden kann diese Karte nur mit ausländischen Devisen, wie dem Euro, oder per Überweisung aus dem Ausland. Interne Überweisungen von MLC- zu MLC-Konto sind ebenfalls möglich, von Konten in Pesos cubanos jedoch nicht. Da viele Waren des täglichen Bedarfs, wenn überhaupt, lediglich in MLC-Geschäften erhältlich sind, hat sich ein blühender Schwarzmarkt für den Tausch von nationalen Pesos in MLC-Guthaben entwickelt. Anfang 2022 war der Kurs viermal so hoch wie der offizielle Kurs des Dollars zum Peso. Das bekannte Online-Portal El Toque veröffentlicht die automatisiert recherchierten Wechselkurse zwischen dem Peso, MLC und diversen Devisenwähringen Euro und US-Dollar.
Um dem Devisenschwarzmarkt etwas die Grundlage entziehen, wurden zum 4. August 2022 neue staatliche Devisen-Ankaufskurse festgelegt. Demnach ist es ab diesem Zeitpunkt für natürliche Personen möglich, Devisen in Banken zu einem Kurs von 1:120 zum US-Dollar zu tauschen. Andere Devisen, wie der Euro, werden entsprechend ihres Tageskurses am internationalen Devisenmarkt gehandelt. Die Umtauschprovision liegt bei 8 %, sodass der effektive Kurs anfangs 1:110,40 betrug. Der Wechselkurs soll regelmäßig überprüft werden. Zwar akzeptieren kubanische Banken damit wieder den US-Dollar als Bargeldwährung, er kann aber weiterhin nicht dazu benutzt werden, um damit MLC-Konten aufzuladen. Der kubanische Wirtschaftswissenschaftler Mauricio de Miranda kritisierte in einer ersten Stellungnahme die unterschiedlich gestaffelten Wechselkurse für die Wirtschaft einerseits und Privatpersonen andererseits. Dies führe erfahrungsgemäß zu starken Verwerfungen in der Wirtschaft. Zudem sei kein wirklicher Markt vorhanden, da der Tausch nur in eine Richtung funktioniere, indem der Staat zwar Devisen aufkaufe, man aber nicht umgekehrt Devisen bei ihm erwerben kann. Laut dem Ökonomen Pavel Vidal verbirgt sich hier auch die Gefahr einer hohen Inflation, da der Staat für den Devisenankauf mit der Ausgabe neuer Pesos finanzieren dürfte. Mit dem 23. August 2022 begann Kuba auch wieder mit dem Verkauf von Devisenwährung, ebenfalls an den neuen Mittelkurs für die Bevölkerung von 1:120 angelehnt. Die Ausgabe von Devisen ist jedoch begrenzt und ist außerdem von den Einnahmen abhängig.
Im August 2023 wurde verkündet, dass man den bargeldlosen Zahlungsverkehr bis 2024 massiv ausbauen wolle. Handy-Bezahl-Apps wie Transfermóvil sollen dabei eine zentrale Rolle spielen. Offizielles Ziel ist die Begrenzung der Inflation sowie Verhinderung von Korruption  und Steuerhinterziehung. Tatsächlich gibt es inflationsbedingt massive Probleme bei der Bargeldversorgung. Bei juristischen Personen, wie zum Beispiel Unternehmen, ist die Abhebung am Geldautomaten auf 5000 CUP pro Tag beschränkt.